# Boeomimetes
Boeomimetes is een geslacht van kevers uit de familie van de loopkevers (Carabidae). De wetenschappelijke naam van het geslacht is voor het eerst geldig gepubliceerd in 1896 door Peringuey.

## Soorten
Het geslacht Boeomimetes omvat de volgende soorten:
- Boeomimetes atratus Peringuey, 1896
- Boeomimetes confusus Basilewsky, 1948
- Boeomimetes ephippium Boheman, 1946
- Boeomimetes jeanneli Basilewsky, 1946
- Boeomimetes somalicus Basilewsky, 1964